# Akitsushima (transport d'hydravions)
Ne doit pas être confondu avec Akitsushima.
L'Akitsushima (秋津洲) était un transport d'hydravions utilisé par la Marine impériale japonaise pendant la Seconde Guerre mondiale.

## Conception
En 1938, la Marine japonaise veut optimiser plus efficacement ses transport d'hydravions de grande taille, car le Kawanishi H6K était le seul avion capable de frapper Pearl Harbor directement des îles Marshall. À cette époque, les îles Marshall n'avaient pas les équipements nécessaires et ils n'étaient pas équipés d'hydravions de longue portée. Début 1939, la Marine japonaise convertie le pétrolier Kamoi, mais la réparation des hydravions directement sur le navire était impossible.
La Marine planifie donc deux types de navires qui furent inclus dans le 4e programme de réarmement japonais. L'un était un transporteur d'hydravions de 10 000 tonnes, l'autre un tender de 2 400 tonnes. Ces plans, non évalués par le Ministère des Finances, sont relancés par le programme Maru 5 en 1941. Cependant, leurs constructions ne sont toujours pas débutés. La Marine prévoit donc une classe de 3 500 tonnes, qui n'était qu'un modèle à grande échelle de la classe de 2 400 tonnes. Les navires devaient pouvoir entretenir, réparer et approvisionner les hydravions. Le concept initial prévoyait une rampe d'inclination, mais ce plan fut annulé et la classe Akitsushima fut équipée d'une grue de 35 tonnes. Le design changeant fréquemment, son déplacement fut augmenté de 1 000 tonnes.

## Service opérationnel
L'Akitsushima est mis en service le 29 avril 1942 et affecté à la 25th Air Flotilla. Deux semaines plus tard, il navigue à Saipan et à Rabaul. Après l'invasion américaine de Guadalcanal, l'Akitsushima atteint les îles Shortland le 16 août 1942. Deux semaines plus tard, il est endommagé par les bombardiers Boeing B-17 Flying Fortress à Buka.
Ses réparations s’achèvent le 5 janvier 1943, il est envoyé à Kavieng puis à l'Atoll Jaluit en février 1943. Le 30 juin 1943, il fait route à Paramushir pour l'Opération Cottage. Il revient à Yokosuka en août et navigue via Shanghai aux îles Truk. Durant l'Opération Hailstone, l'Akitsushima est légèrement endommagé. Le mois suivant, l'Akitsushima est affecté à la 14th Air Fleet et retourne à Yokosuka pour des réparations. Son carénage prend fin le 1er août 1944 et il est affecté à la 2e flotte.
En août 1944, il navigue à Kure, Imari, Kaohsiung, Manille et ancre dans la baie de Coron le 23 septembre 1944. Il est coulé par des avions de la Task Force 38 le lendemain. L'Akitsushima est retiré du service le 10 novembre 1944.

## Navires de la classe
| Numéro de coque | Navire               | Constructeur                      | Quille posée    | Lancé           | Terminé          | Fait                                                                                                  |
| 131             | Akitsushima (秋津州) | Kawasaki Shipbuilding Corporation | 29 octobre 1940 | 25 juillet 1941 | 29 avril 1942    | Coulé par des avions dans la baie de Coron à la position 11° 59′ N, 120° 02′ E, le 24 septembre 1944. |
| 303             | Chihaya (千早)       | Kawasaki Shipbuilding Corporation | 25 juillet 1941 | 20 avril 1942   | 16 décembre 1943 | Construction arrêté à l'automne 1942. Reprise début 1943.Basé sur le 2e projet de quille de 10 000t.  |
| 5031 5032 5033  |                      |                                   |                 |                 |                  | Annulé le 5 mai 1944.                                                                                 |